# Чабукаури (базилика)
Базилика Чабукаури (груз. ჭაბუკაურის ბაზილიკა) — раннехристианская церковь, находящаяся сейчас в разрушенном состоянии, в восточном грузинском крае Кахетия, на территории исторического поселения Некреси, примерно в 1,5 км к северо-западу от Некресского монастырского комплекса. Это большая трёхнефная базилика, построенная в IV—V веках, что делает её одним из самых ранних христианских церковных зданий в Грузии. Обнаружена в 1998 году. Включена в список недвижимых памятников культуры национального значения Грузии.

## История
Базилика Чабукаури была раскопана на одноимённом участке в 1998 году и датирована, по архитектурным и археологическим особенностям, IV или V веком. Будучи одной из крупнейших базилик в Грузии, её открытие поставило под сомнение прежнее предположение, что первые церковные здания в восточной Грузии были типично небольшими узкими постройками, автономно построенными в стране. Ещё одна огромная базилика, церковь Долочопи, была открыта всего в 4 км к востоку по прямой в 2012 году. Оба храма, по-видимому, были частью более крупного поселения Некреси, но из-за отсутствия письменных источников и густой листвы, покрывающей территорию, его размер остаётся неизвестным. Эти христианские строения были основаны вскоре после того, как был заброшен близлежащий зороастрийский храм, так называемый Некресский храм огня. Нодар Бахтадзе, который раскопал Чабукаури, отождествляет базилику с церковью, известной в раннесредневековых грузинских хрониках, которая была основана в Некреси царём Картли Трдатом (ок. 394—406). Архитектура церкви соответствует установленным восточно-римским стандартам, но такие детали, как четырёхугольное святилище и ризницы, показывают сходство с ранними церквями в сасанидском Иране, такими как Хира, Айн-Шайя и Харг, все датированные не позднее конца IV века.

## Описание

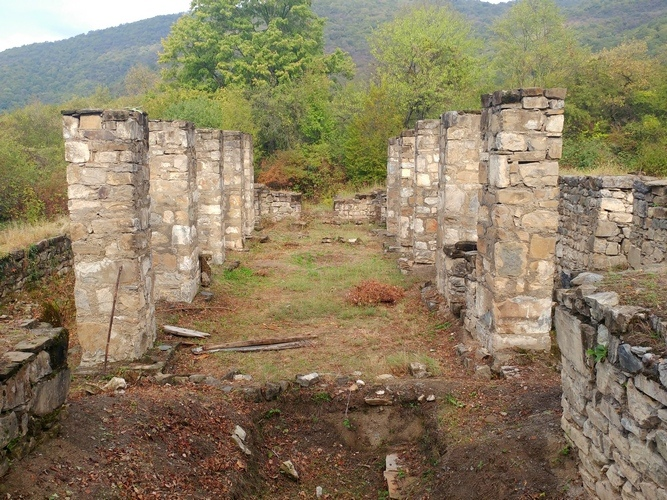
Базилика Чабукаури. Колоннада

Чабукаури — трёхнефная базилика размером 33,4×15 м. Она была построена из больших блоков известняка, обработанных камней и гравия. Наос делится на три нефа пятью парами столбов прямоугольной формы. Прямоугольный алтарь, вероятно, был установлен на юго-востоке от главного нефа. С обеих сторон он был окружен небольшими прямоугольными камерами, соответствующими пастофориями. У здания было три входа, с юга, запада и севера. Похоже, что главный неф был повреждён в результате землетрясения вскоре после постройки церкви, и часть её северо-восточного сектора была преобразована в южный проход нового, меньшего по размеру здания. Эта новая церковь оканчивалась двумя характерными подковообразными апсидами, у большей из которых был синтрон. У церкви была деревянная крыша с керамической черепицей, удерживаемая гвоздями и антефиксами. Несколько средневековых каменных ящиков были раскопаны по всему историческому памятнику. В руинах церкви было найдено много фрагментов керамики и две уникальные бронзовые масляные лампы. К северо-западу от базилики есть небольшая апсидная пристройка неизвестного назначения, которая была покрыта высококачественным терракотовым плиточным полом. Есть признаки того, что стены здания были когда-то оштукатурены и окрашены в красный цвет.